# パトリシア・イーストウッド
パトリシア・イーストウッド（英語: Patricia Anne "Pat" Eastwood、1947年12月16日 - ）は、南アフリカ共和国出身のフィギュアスケート選手（女子シングル）。1960年スコーバレーオリンピック南アフリカ共和国代表。

## 主な戦績
| 大会/年      | 1959-60 |
| ------------ | ------- |
| オリンピック | 25      |